# Comarca de Guijuelo
La comarca de Guijuelo se sitúa al sudeste de la provincia de Salamanca, en la comunidad autónoma de Castilla y León, España. Sus límites no se corresponden con una división administrativa. Se compone de las subcomarcas de Entresierras, Salvatierra y Alto Tormes.

## Geografía
La comarca de Guijuelo comprende 702,32 km² que se ubican en el sector sureste de la provincia de Salamanca, una zona que se caracteriza paisajísticamente por el tránsito de la serranía a la penillanura. De ahí el nombre de una de sus subcomarcas, Entresierras.

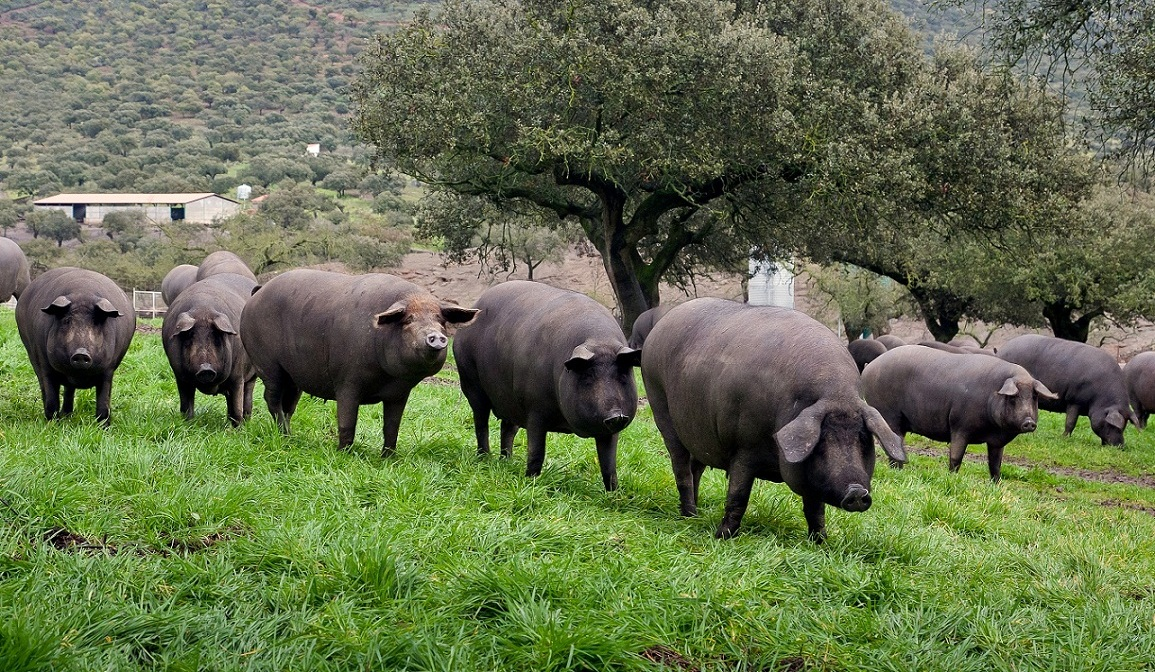
Dehesa de cerdos en Guijuelo

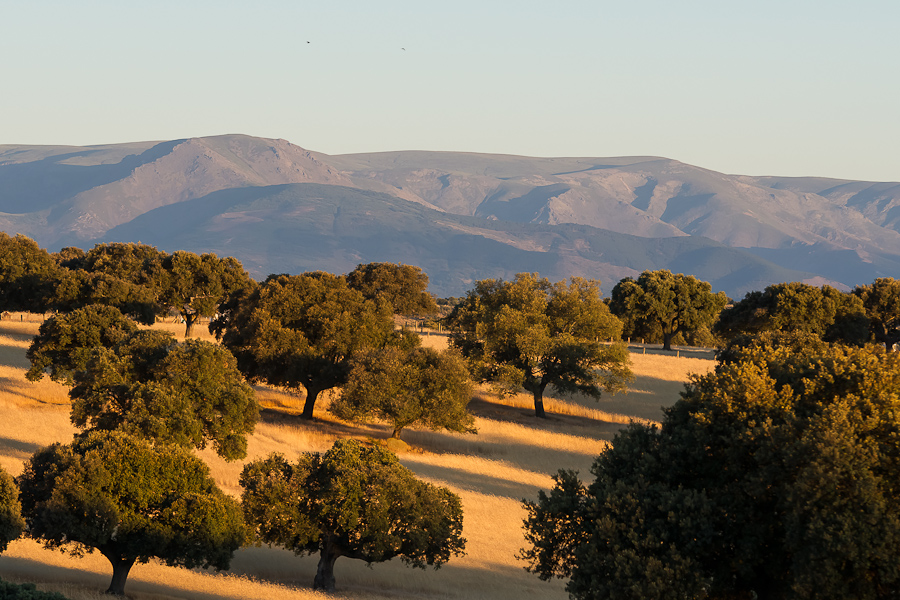
Paisaje característico

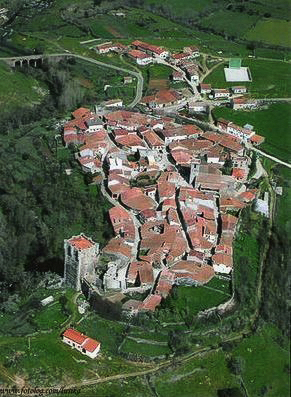
Vista aérea de Monleón, a las puertas de la vecina Sierra de Francia

### Demarcación
Comprende los municipios de las subcomarcas de Entresierras, Salvatierra y Alto Tormes. Hacen un total de 23.
- Entresierras está formada por 8 municipios que a su vez se subdividen en las subcomarcas de Las Bardas y el Alto Alagón: Casafranca, Endrinal, Frades de la Sierra, Herguijuela del Campo, La Sierpe, Los Santos, Membribe de la Sierra y Monleón.[1][2]

- Salvatierra comprende 8 municipios: Aldeavieja, Berrocal, Fuenterroble, Guijuelo, Montejo, Pedrosillo, Pizarral y Salvatierra de Tormes.[3]

- El Alto Tormes cuenta con 7 municipios: Cespedosa, Gallegos, Navamorales, Puente del Congosto, El Tejado, Guijo de Ávila y La Tala.[1]

Navarredonda de Salvatierra es actualmente es una pedanía de Frades de la Sierra (comarca de Entresierras) pero forma parte de la comarca de Salvatierra. En el caso contrario se sitúan los municipios de Casafranca y La Tala, que aunque históricamente se integraron en la comarca de Salvatierra, hoy forman parte de las comarcas de Entresierras y Alto Tormes respectivamente. Esto ocurre por distintos motivos. La Tala ha quedado separada por el embalse de Santa Teresa mientras que Casafranca ha pasado a autoconsiderarse parte de Entresierras.
La villa de Guijuelo es el centro neurálgico o capital de todo el territorio aunque el núcleo histórico siempre ha sido Salvatierra de Tormes.
Limita con la Sierra de Francia al oeste, con el Campo de Salamanca al norte, con la provincia de Ávila al este y con la Sierra de Béjar al sur.
| Noroeste: Campo de Salamanca | Norte: Campo de Salamanca | Nordeste: Tierra de Alba     |
| Oeste: Sierra de Francia     |                           | Este: Alto Tormes (Ávila)    |
| Suroeste: Sierra de Francia  | Sur: Sierra de Béjar      | Sureste: Alto Tormes (Ávila) |

## Historia
Los orígenes de la mayoría de las localidades de la comarca se remontan a las repoblaciones efectuadas por los reyes leoneses en la Edad Media, habiendo sido especialmente importante Alfonso IX de León, que creó en 1199 el concejo de Monleón y en 1203 el de Salvatierra de Tormes, otorgándole a dichas localidades el título de Villa.
Ya en la Edad Contemporánea, con la creación de las actuales provincias en 1833, la comarca quedó integrada en la provincia de Salamanca, dentro de la Región Leonesa, habiendo sido especialmente importante en este siglo la llegada del Ferrocarril Ruta de la Plata a la comarca, que posibilitó el desarrollo de la industria chacinera en Guijuelo, recibiendo esta localidad en 1909 el título de Villa de manos de Alfonso XIII, llegando en 1917 la electricidad a Guijuelo, que en 1920 se convirtió en la primera localidad salmantina en contar con red de alcantarillado.
Guijuelo pasó así a convertirse en el centro económico y de servicios de la comarca, desplazando la importancia histórica de Salvatierra de Tormes, que además quedó prácticamente despoblado en la década de los cincuenta y sesenta del siglo XX al construirse el embalse de Santa Teresa, que finalmente no llegó a anegarla como se había previsto.
Sin embargo, el 15 de agosto de 1967 tuvo lugar el suceso más grave acaecido en la comarca, cuando una explosión de gas, la conocida como explosión de la casa de la tía Pola, produjo quince muertos en Guijuelo.